# Szawe

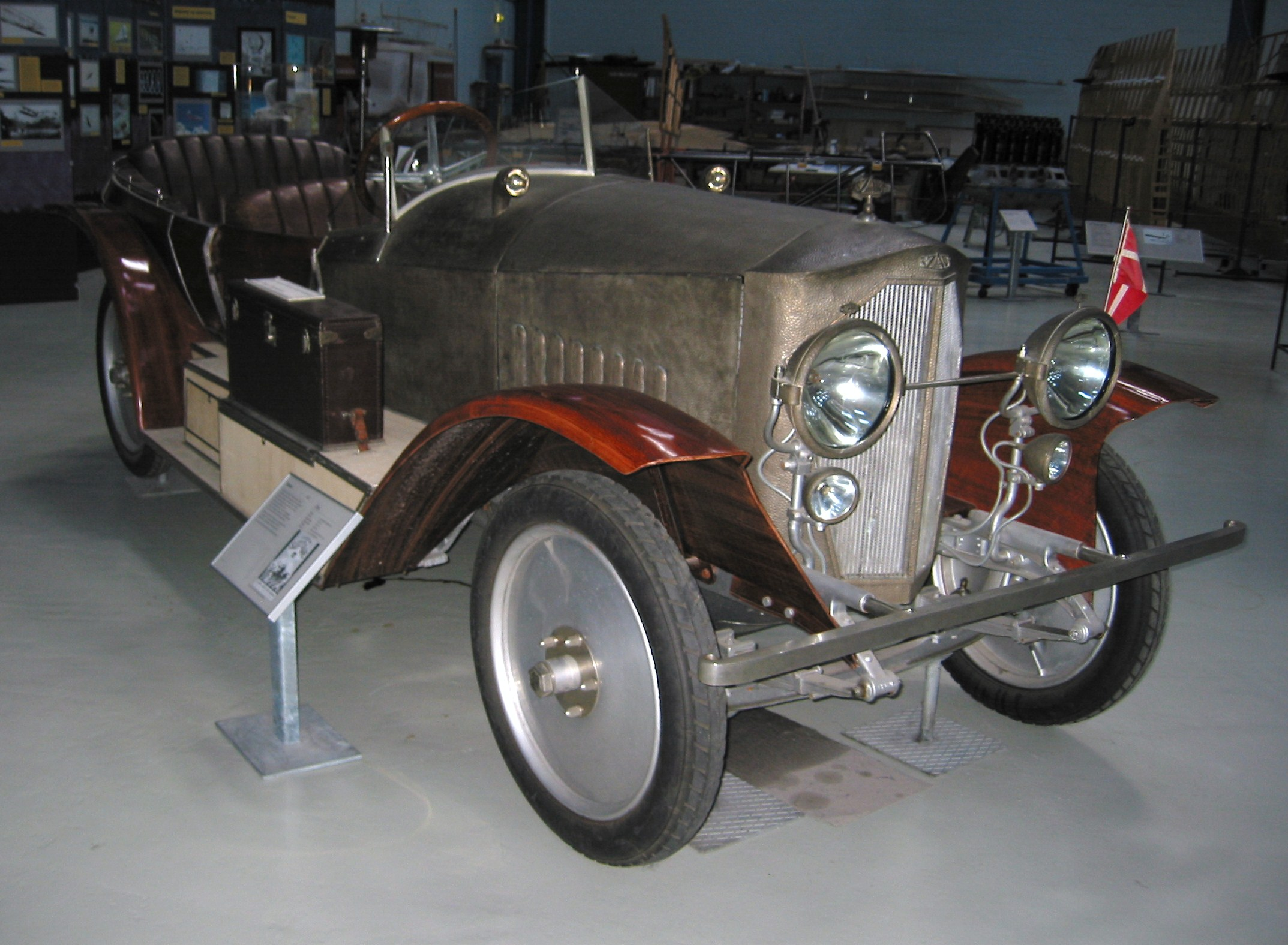
Szawe 10/38 PS (1922)

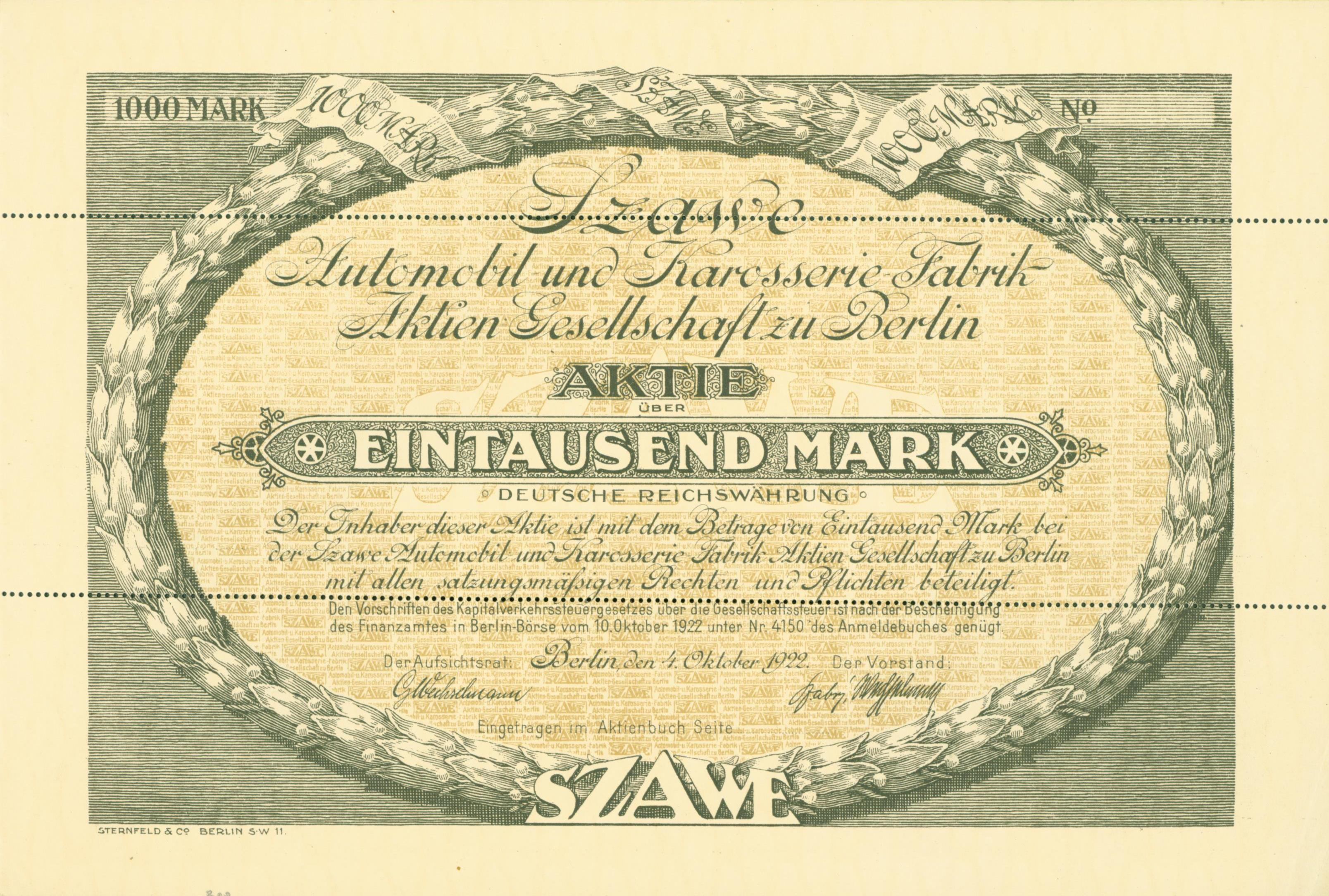
Aktie über 1000 Mark der Szawe Automobil- und Karosserie-Fabrik AG vom 4. Oktober 1922

Die Szawe Automobil- und Karosseriefabrik AG war ein deutsches Unternehmen zur Herstellung von Automobilen im Luxus-Sektor, die von 1921 bis 1924 in der Rechtsform einer Aktiengesellschaft mit Sitz in Berlin bestand.

## Unternehmensgeschichte
Gegründet wurde die Gesellschaft von den Kaufleuten Karl Szabo, Gerson Wechselmann, Erich Wechselmann, Karl Wechselmann und Friedrich Wilhelm Gendebien. Die Wortmarke Szawe entstand als Akronym aus den Namen Szabo und Wechselmann.
Das Unternehmen produzierte in Eigenregie in Berlin-Reinickendorf, Spandauer Weg 1/2, anspruchsvolle Karosserien, die auf von der NAG gefertigte Fahrgestelle des Modells C 4 mit 2536-cm³-Vierzylindermotor montiert wurden. Das erste Karosserie-Modell entwarf der Künstler, Designer und Konstrukteur Ernst Neumann-Neander. Wer für die leistungssteigernden technischen Modifikationen an dem NAG-Motor verantwortlich war, ist unklar. Vertrieben wurden die Wagen als Szawe 10/38 PS.
Ab Herbst 1921 kam im Szawe 10/50 PS ein von Georg Bergmann konstruierter 2570-cm³-Leichtmetall-Sechszylindermotor zur Verwendung, die Fahrgestelle dafür kamen nun von der Automobilfabrik Heinrich Ehrhardt AG in Zella-Mehlis. Diese Kooperation verlief anscheinend recht erfolgreich, 1922/1923 existierte vorübergehend eine gemeinsame Firma Ehrhardt-Szawe Automobilwerke.
Am 5. August 1924 wurde das Konkursverfahren über das Vermögen der Szawe Automobil- und Karosseriefabrik AG eröffnet, nachdem Vorstandsmitglied Erich Wechselmann zur Überwindung finanzieller Schwierigkeiten mehrere Darlehen aufgenommen hatte, für die er jeweils dieselben dem Unternehmen gehörenden Sachwerte verpfändet hatte. Nach der Entdeckung dieses betrügerischen Vorgehens, der Kündigung der Darlehen und dem daraus resultierenden Zusammenbruch des Unternehmens verübte Wechselmann Selbstmord. Szabo, der wie das dritte Vorstandsmitglied Walter Spitz und alle Mitglieder des Aufsichtsrats nichts von Wechselmanns Machenschaften wusste, soll dennoch daraufhin Deutschland verlassen haben.
Im Rahmen des Konkursverfahrens wurden Produktionsanlagen und Materialien von der Gemeinschaft Deutscher Automobilfabriken (GDA) erworben, einem Zusammenschluss von NAG, Hansa-Lloyd und Brennabor.